# Tumed Tả
kỳ Tumed Tả (tiếng Trung: 土默特左旗; bính âm: Tǔmòtè zuǒqí, Hán Việt: Thổ Mặc Đặc Tả kỳ; tiếng Mông Cổ: ᠲᠦᠮᠡᠳ ᠵᠡᠬᠦᠨ ᠬᠣᠰᠢᠭᠤ) là một kỳ của địa cấp thị Hohhot, khu tự trị Nội Mông Cổ, Trung Quốc.

### Trấn
- Sát Tố Tể (察素齐镇)
- Tất Khắc Tể (毕克齐镇)
- Thiện Đại (善岱镇)
- Đài Các Mục (台阁牧镇)
- Bạch Miếu Tử (白庙子镇)
- Sa Nhĩ Thấm (沙尔沁镇)

### Hương
- Bắc Thập Trục (北什轴乡)
- Tháp Bố Trại (塔布赛乡)
- Chỉ Kỷ Lương (只几梁乡)